# Philaethria pygmalion
Espèce
Philaethria pygmalion est un lépidoptère appartenant à la famille des Nymphalidae, à la sous-famille des Heliconiinae et au genre Philaethria.

## Historique et dénomination
- Philaethria dido a été décrit par l'entomologiste allemand Hans Fruhstorfer en 1912, sous le nom initial de Metamandana pygmalion.
- La localité type est l'État de Pará au Brésil[1].

## Synonymie
- Metamandana dido pygmalion (Fruhstorfer, 1912)[1].
- Philaethria dido pygmalion (Ackery & Smiles, 1976)

## Taxinomie
Liste des sous-espèces
- Philaethria pygmalion pygmalion (Fruhstorfer, 1912) - Sud de la Colombie et du Venezuela, centre du Brésil, Guyane.
- Philaethria pygmalion metaensis (Constantino & Salazar 2010)[2] - Colombie

## Description
C'est un très grand papillon dont l'envergure peut atteindre 11 cm. Ses ailes, très allongées, sont de couleur noire avec de grandes taches ovales bleu turquoise symétriques.
Le revers présente les mêmes marques sur un fond marron.

### Chenille
La chenille est blanche annelée de fines lignes marron et de bandes de tubercules roses base de longues épines brun rougeâtre.

### Plantes hôtes
Les plantes hôtes de sa chenille sont des Passiflora ou passiflores : Passiflora coccinea, Passiflora faroana, Passiflora hexagonocarpa, Passiflora mansoi et Passiflora phaeocaula .

## Écologie et distribution
Présent au Brésil, en Colombie et en Guyane,. 

### Biotope
Son habitat est la forêt tropicale où il se tient dans la canopée.